# Ink (film)
Pour les articles homonymes, voir Ink.
Pour plus de détails, voir Fiche technique et Distribution.
Ink est un film américain de science fiction réalisé par Jamin Winans et sorti en 2009. Le film a été massivement partagé par Bittorent, ce qui a contribué à son succès.

## Synopsis
Emma, la fille de John, un homme d'affaires ambitieux, est enlevée dans son sommeil par Ink, un « égaré ». Un égaré est une personne morte qui refuse de choisir entre deux forces : les conteurs et les incubes. Le corps d'Emma reste dans la réalité, plongé dans le coma. Son père est informé de son état, mais il ne va pas la voir. D'une part parce qu'il a perdu sa garde à la suite de la mort de la mère au profit de ses beaux-parents, d'autre part parce qu'il est sur le point de conclure un contrat très important pour son travail.
Pour qu'Ink puisse rejoindre les incubes, il doit leur livrer Emma. Pendant son chemin, les conteurs provoquent un accident pour que John se retrouve dans le même hôpital que sa fille. Lorsqu'il reprend connaissance sur son lit d'hôpital, il se rend au chevet de sa fille. Lorsqu'il la touche, Ink comprend qu'il est John, et qu'il est sur le point de livrer sa fille aux incubes. Dans son passé, il a conclu le contrat sans aller voir sa fille, qui est morte. Assailli par les regrets, il s'est suicidé, et est devenu Ink. Lorsqu'il comprend, il se bat contre les incubes, et sauve sa fille. Dans la réalité, Emma reprend connaissance.

## Fiche technique
- Réalisation, scénario, montage et musique : Jamin Winans
- Photographie : Jeff Pointer
- Production : Jamin Winans et Kiowa K. Winans
  - Producteur associé : Laura Wright
- Distribution : Double Edge Films
- Budget : 250 000 $
- Langue : anglais

## Distribution
Le film, produit de manière indépendante et à très petit budget, est sorti dans quelques salles en Amérique et jamais en France. La première semaine de sa sortie en DVD, le film est piraté et circule tellement sur les réseaux pair-à-pair qu'il se place dans les 10 films les plus téléchargés sur The Pirate Bay et passe de la 12 991e à la 16e place sur la base de données anglophone de films IMDb, et y atteindra même la 14e place.
L'exposition dont bénéficie le film au regard de son faible budget est démesurée. En novembre 2009, Kiowa Winans, la femme de Jamin Winans, annonce que le piratage de son film et sa montée dans le classement fait quadrupler les ventes et les donations sur son site.